# Albert Rehm
Albert Rehm   (Augsburg, 15 d'agost de 1871 - Múnic, 31 de juliol de 1949) va ser un filòleg alemany.

## Biografia
El 1905, Rehm va proposar la idea, acceptada avui dia, de que la màquina d'Antikythera és una calculadora astronòmica.
El 1896, Rehm va ingressar a la Universitat de Munic després de defensar la seva tesi. : Investigació mitogràfica sobre les llegendes celestials gregues [Mythographische Untersuchungen über griechische Sternsagen]. La seva carrera acadèmica el va portar al càrrec de rector de la Universitat de Munic (Ludwig-Maximilians-Universität München) el 1930/31. Durant el nazisme, la seva posició es correspon bé amb la idea d'emigració interna de Frank Thiess. Després de la guerra, va advocar per una pedagogia de les humanitats.